# Mothern
Mothern é uma comuna francesa na região administrativa de Grande Leste, no departamento Baixo Reno. Estende-se por uma área de 10,31 km². Em 2010 a comuna tinha 1 999 habitantes (densidade: 193,9 hab./km²).